# Renat Abdulraschitowitsch Mamaschew
Renat Abdulraschitowitsch Mamaschew (russisch Ренат Абдулрашитович Мамашев; * 31. März 1983 in Moskau, Russische SFSR) ist ein ehemaliger russischer Eishockeyspieler, der über viele Jahre in der Kontinentalen Hockey-Liga, unter anderem bei Neftechimik Nischnekamsk, Torpedo Nischni Nowgorod und dem HK Sotschi, aktiv war.

## Karriere
Renat Mamaschew begann seine Karriere als Eishockeyspieler in seiner Heimatstadt in der Nachwuchsabteilung von Krylja Sowetow Moskau, für dessen zweite Mannschaft er in der Saison 1999/2000 in der drittklassigen Perwaja Liga aktiv war. In der folgenden Spielzeit lief der Verteidiger für die Moose Jaw Warriors, die ihn beim CHL Import Draft 2000 in der ersten Runde als insgesamt 56. Spieler ausgewählt hatten, in der kanadischen Juniorenliga Western Hockey League auf. Anschließend kehrte er in seine Heimatstadt zurück und gab in der Saison 2001/02 sein Debüt für die Profimannschaft des HK ZSKA Moskau in der Wysschaja Liga, der zweiten russischen Spielklasse. Mit seinem Team stieg er auf Anhieb in die Superliga auf, verbrachte den Großteil der Spielzeit allerdings bei der zweiten Mannschaft des ZSKA in der Perwaja Liga. 
Von 2003 bis 2006 stand Mamaschew bei seinem Heimatverein Krylja Sowetow Moskau in der Wysschaja Liga unter Vertrag. Mit seiner Mannschaft stieg er in der Saison 2005/06 in die Superliga auf, in der er in den folgenden eineinhalb Jahren für den Spitzenverein HK Dynamo Moskau auflief. Im Laufe der Saison 2007/08 wurde der Linksschütze von Torpedo Nischni Nowgorod verpflichtet. Für diesen trat er ab der Saison 2008/09 in der neu gegründeten Kontinentalen Hockey-Liga an. In seinem Rookiejahr in der KHL erzielte er in insgesamt 54 Spielen acht Tore und gab neun Vorlagen. Auch die folgende Spielzeit begann er bei Torpedo Nischni Nowgorod, wechselte jedoch bereits im November 2009 innerhalb der KHL zu Neftechimik Nischnekamsk, für das er bis 2011 auf dem Eis stand.
Im Mai 2011 wechselte Mamaschew innerhalb der KHL zum HK Metallurg Magnitogorsk. Dort konnte er sich jedoch nicht vollständig durchsetzen, sodass er nach zwei Tore und vier Vorlagen in 16 Spielen im Dezember 2011 zu Neftechimik Nischnekamsk zurückkehrte. Zu Beginn der Saison 2013/14 stand er kurzzeitig beim HK Traktor Tscheljabinsk unter Vertrag, kehrte aber nach wenigen Spielen wieder zu Neftechimik zurück. Im Spätsommer 2014 absolvierte er die Trainingslager der New Jersey Devils und Albany Devils, konnte sich aber nicht für einen Vertrag empfehlen. Daher kehrte er im Oktober 2014 nach Russland zurück und wurde vom HK Sibir Nowosibirsk verpflichtet.
Weitere Karrierestationen waren der HK Sotschi, kurzzeitig Torpedo Nischni Nowgorod und zuletzt Admiral Wladiwostok. Im August 2018 beendete er seine Karriere.
In der Spielzeit 2021/22 war er Sportmanager des HK Sotschi.

### International
Für Russland nahm Mamaschew an der World U-17 Hockey Challenge 2000 teil, bei der er mit seiner Mannschaft die Goldmedaille gewann.

## Erfolge und Auszeichnungen
- 2000 Goldmedaille bei der World U-17 Hockey Challenge
- 2002 Aufstieg in die Superliga mit dem HK ZSKA Moskau
- 2006 Aufstieg in die Superliga mit Krylja Sowetow Moskau